# Hyacinthe de Bougainville

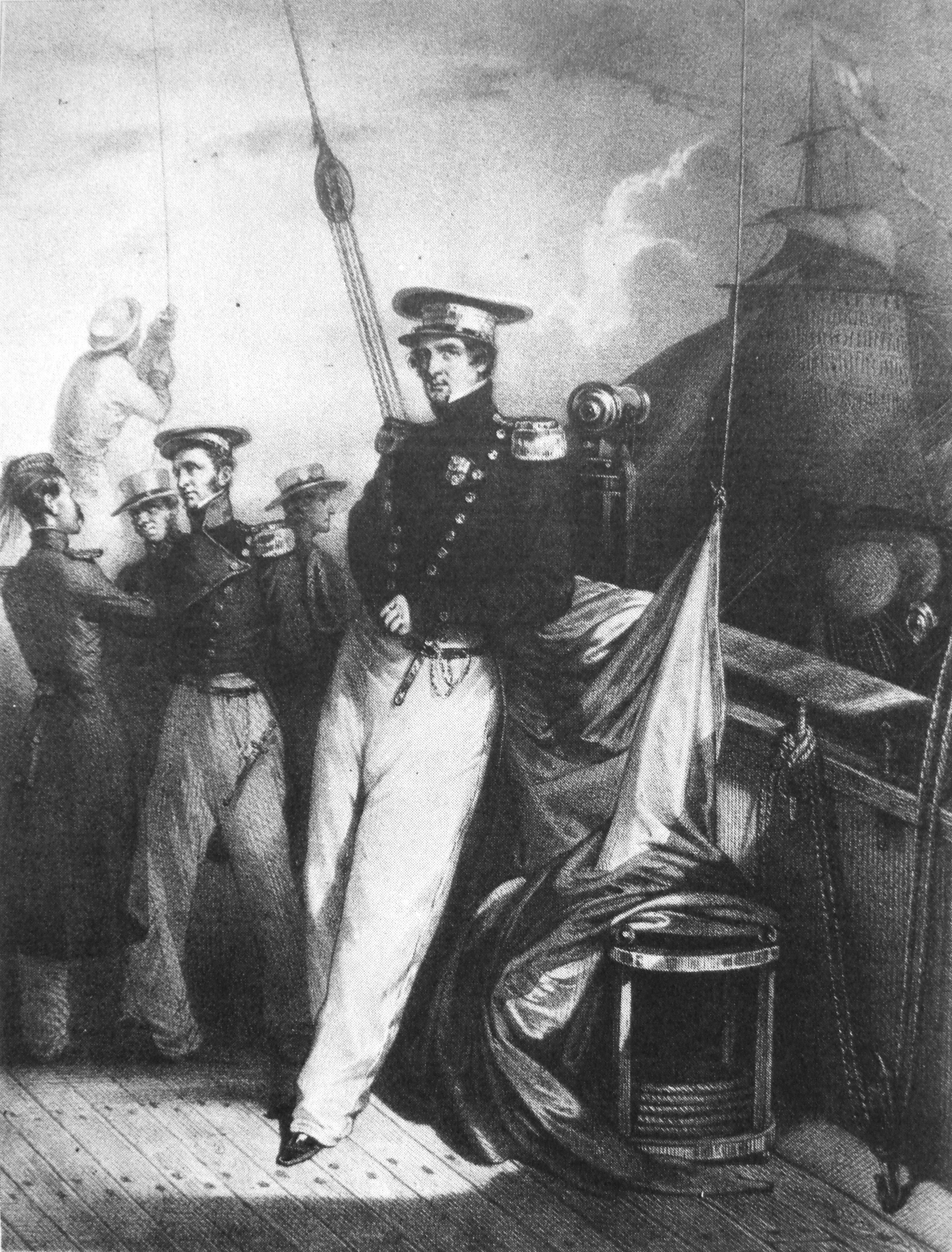
Hyacinthe de Bougainville

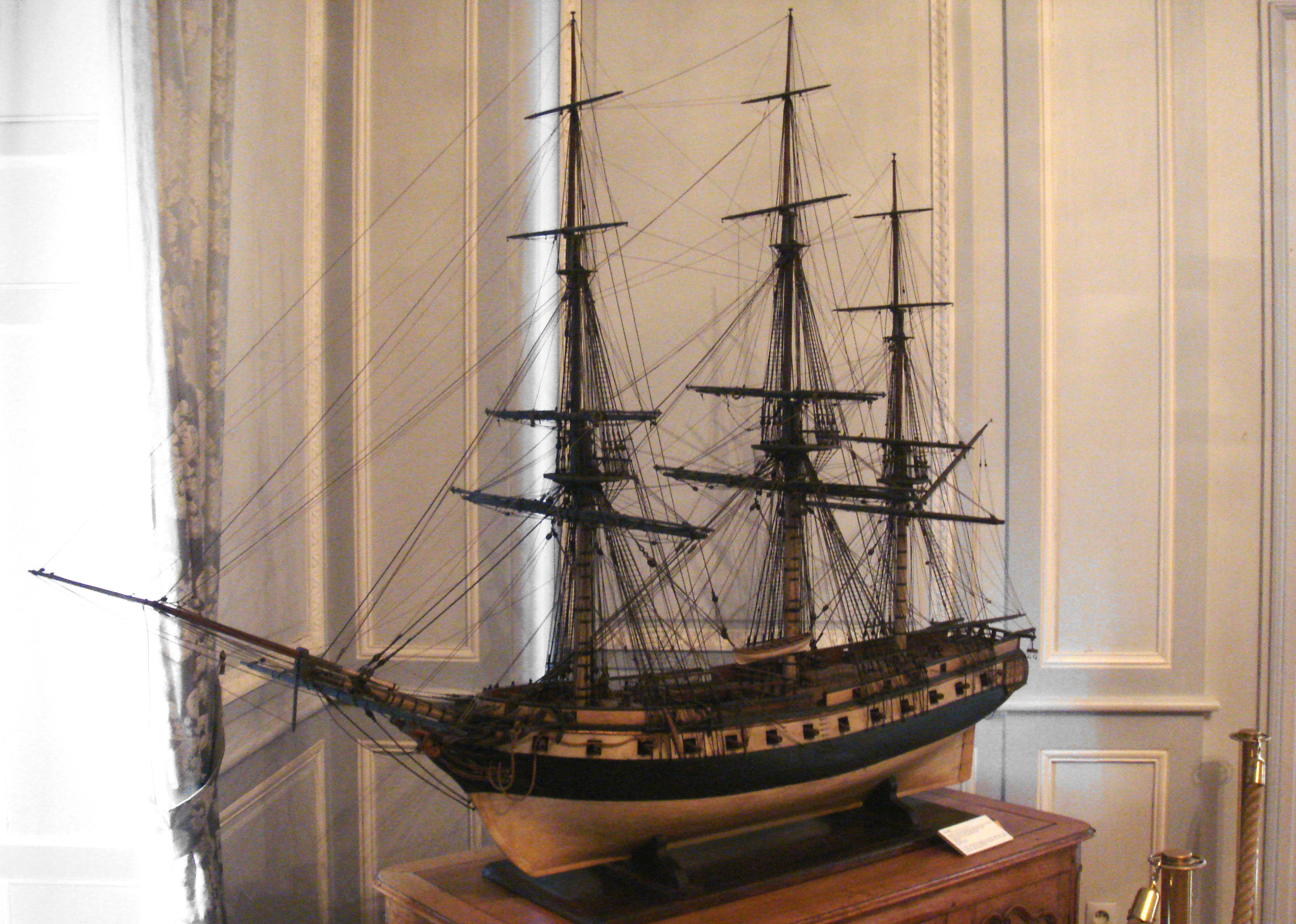
Die Fregatte Thétis als Modell im Marinemuseum von Rochefort

Hyacinthe Yves Philippe Potentien Bougainville (* 26. Dezember 1781 in Brest; † 18. Oktober 1846 in Paris) war ein französischer Marineoffizier und Forschungsreisender.

## Leben und Wirken
Bougainville war der älteste Sohn von Louis-Antoine de Bougainville und dessen Frau Marie Joséphine Flore de Longchamp-Montendre (1760–1806).
Bougainville hatte als achtzehnjähriger Fähnrich auf der Baudin-Reise gedient. Nach hervorragenden Leistungen in den „napoleonischen Kriegen“ wurde ihm das Kommando über die Fregatte Thétis und die Korvette Espérance übertragen, mit denen er von 1824 bis 1826 die Welt umsegelte. Das Hauptziel der Reise war politisch, nämlich die Ausweitung des französischen Einflusses in Indochina. Doch Bougainville machte Halt in Pondicherry, Manila, Macao, Surabaya, Sydney, Port Jackson, Valparaíso und Rio de Janeiro.
In und um Sydney, wo er mehrere Monate verbrachte, wurde der größte Teil des auf der Reise gesammelten ornithologischen Materials zusammengetragen. Von hier aus setzten beide Schiffe nach Valparaiso über, wo Edmond Bigot de La Touanne (1796–1863) seine Reise auf dem Landweg antrat, um sich der Expedition in Rio wieder anzuschließen.
Bougainville wurde am 1. Mai 1838 zum Konteradmiral befördert.

## Reisebericht
Der Reisebericht der Expedition wurde 1837 unter dem Titel Journal de la navigation autour du globe de le Frégate la Thétis et de la Corvette l’Espérance pendant les années 1824, 1825, et 1826 („Tagebuch der Weltumsegelung der Fregatte Thetis und der Korvette Espérance in den Jahren 1824, 1825 und 1826“) veröffentlicht. Der Bericht über Touannes Reise von Valparaíso nach Rio de Janeiro nimmt einen Großteil des zweiten Bandes der Reisebeschreibung ein, zusammen mit dem Bericht von René Primevère Lesson über die Naturgeschichte.

## Rezeption
Die privaten Tagebücher, die Bougainville während seines Aufenthalts in New South Wales (Australien) geführt hatte, sind in einer englischen Übersetzung bei der Miegunyah Press erschienen. Den Verlagsangaben zufolge hielt er darin sowohl seine Reaktionen auf die Gesellschaft der Kolonie als auch seine Beobachtungen über einige ihrer führenden Persönlichkeiten fest, darunter Gouverneur Brisbane, die Entdecker Hume, Hovell, Blaxland und Oxley, John Macarthur, Samuel Marsden und John Piper (1773–1851). Aufzeichnungen privater Äußerungen liefern dem Leser Einblicke in das Leben der maßgeblichen Persönlichkeiten der Kolonie sowie bislang unveröffentlichte Informationen über die Verwaltungsstrukturen von New South Wales zu dieser Zeit. Bougainville beschreibt zudem detailliert Expeditionen in die Blue Mountains, Emu Plains, Cow Pastures, nach Windsor, Parramatta, Liverpool und an andere Orte.

## Schriften (Auswahl)
- Journal de la navigation autour du globe de le Frégate la Thétis et de la Corvette l’Espérance pendant les années 1824, 1825, et 1826. 2 Bände u. Atlas, Arthus Bertrand, Paris 1837  (Band 1, Band 2)